# Rode lynx
De rode lynx (Lynx rufus) is een katachtige uit het geslacht der lynxen (Lynx). Hij komt voor in Noord-Amerika en is daar bekend onder de naam "bobcat".

## Beschrijving
De rode lynx is een meter hoog en 71 tot 125 centimeter lang. Hij weegt 6,4 tot 13 (soms tot 16) kg. Mannetjes zijn groter dan vrouwtjes. De vacht is gelig tot roodachtig bruin, met een witte onderzijde. 's Winters is de kleur grijzer. Donkere vlekken lopen over het lichaam, dunne strepen in het gezicht, en dikkere strepen op het bovenbeen en op de staart. Het dier dankt zijn Engelse naam bobcat aan het 20 tot 30 cm korte staartje. Op de oren zitten kleine pluimpjes, die kleiner zijn dan bij de meeste andere lynxen.
De voornaamste vijanden van het dier zijn coyotes, wolven, uilen en adelaars (met name voor de jongen), maar ook de mens vormt een bedreiging.

## Gedrag
De rode lynx is een solitaire soort. Hij bakent zijn woongebied af met urine, uitwerpselen, afscheiding van de anaalklieren en krabsporen op boomstammen. Overdag rust de rode lynx in een rotsspleet of dicht struikgewas. Soms houdt hij zich op in een boom.
Gedurende de schemering zoekt de rode lynx naar prooi. Meestal volgt hij dan dezelfde jachtpaden. De belangrijkste prooidieren zijn haasachtigen als de Amerikaanse haas en het Floridakonijn, maar ook vogels en andere zoogdieren als muizen, eekhoorns, mollen, spitsmuizen, huiskatten, Virginiaanse opossums, wasberen, vossen, boomstekelvarkens en stinkdieren worden gegrepen. Bij voedselschaarste eet het dier ook aas en kan hij zelfs proberen een witstaarthert te doden. De rode lynx jaagt vanuit een uitkijkpost of een schuilplaats.

## Voortplanting
In februari en maart zijn de vrouwtjes krols. De paartijd valt daardoor in die maanden. Na een reeks van elkaar achtervolgen en bespringen vanuit een hinderlaag volgt de paring. Soms paart een vrouwtje met meerdere mannetjes.
Eind april, begin mei worden een tot zeven (gemiddeld 2 à 3) jongen geboren. In het zuiden van het verspreidingsgebied kan een lynx twee worpen per jaar krijgen, maar in de rest van het verspreidingsgebied is één worp de norm. De jongen worden geboren in een nest van gedroogde planten in een grot, in een schuilplaats tussen de rotsen of in een holle boom. Ze hebben bij de geboorte reeds een gevlekte vacht.
Na ongeveer een week openen de jongen hun ogen. De moeder zoogt ze dan nog acht weken en daarna beginnen de jongen vast voedsel te eten. Vanaf dit moment laat de moeder het mannetje dichterbij komen. Hij brengt nu regelmatig voedsel en helpt ook bij de opvoeding van zijn jongen. Na elf maanden zijn de jongen zelfstandig. Meestal paart een rode lynx pas voor het eerst in het tweede levensjaar.

## Verspreiding en leefgebied
De rode lynx komt in de gehele Verenigde Staten voor (met uitzondering van enkele gebieden in het Midden-Westen), evenals in aangrenzende gebieden in zuidelijk Canada en in Mexico. Hij is waarschijnlijk het algemeenst in het westen van Noord-Amerika. Het verspreidingsgebied van de rode lynx overlapt in het noorden met dat van de Canadese lynx (Lynx canadensis). In Maine en Minnesota zijn kruisingen tussen deze twee katachtigen aangetroffen.
De rode lynx komt in bijna alle habitats voor: struwelen, gemengde en naaldwouden, loofbossen, moerassen, woestijnen, landbouwgebied. Hij komt het meest voor in gebieden met een dichte ondergroei en een groot aantal prooidieren. Hij lijkt niet te kunnen overleven in uitgestrekte landbouwgebieden, en komt om die reden waarschijnlijk niet meer voor in het midwesten van de Verenigde Staten.

## Jacht
In de Verenigde Staten is de rode lynx (bobcat) een gewilde prooi voor jagers, de jacht op deze dieren is er dan ook legaal. Hij is vooral gewild vanwege zijn vacht en ook vanwege de sport, aangezien de jacht op de rode lynx erg lastig is.
Omdat de rode lynx erg schuw is maken jagers gebruik van loktechnieken zoals het nadoen van het geluid van een stervend konijn.